# Тексел (остров)
Те́ксел (Тессел, нидерл. Texel, МФА: [ˈtɛsəl]) — остров и община Нидерландов в Нидерландах, в провинции Северная Голландия. Самый крупный и наиболее населённый из Западно-Фризских островов. Ещё в 1415 году остров получил городские права. Площадь территории, подчинённой общинному совету Тесела, составляет 585,96 км², хотя бо́льшая часть (416,14 км²) приходится на акваторию. Таким образом, формально Тексел является самым большим городом Нидерландов по площади.
Хотя в наименовании острова присутствует латинская буква x, название острова произносится как Тессел. Исторически остров именовался Тессел, постепенно написание ss в слове заменилось на схожую букву x.

## Географические данные
Координаты: 53°04′ с. ш. 4°51′ в. д.
Площадь: 169,82 км².
Население: 13 711 человек (2008).

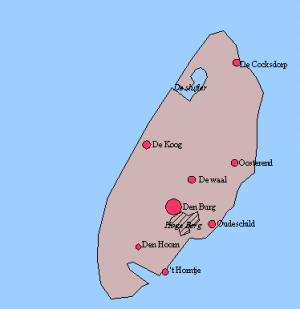
Населённые пункты на Текселе

Населённые пункты: На острове находится 7 городков (Де Коксдорп, Де Ког, Де Вал, Ден Бург, Хорнтъе, Остеренд и Аудесхилд) и пара десятков посёлков.
Строение и рельеф: Остров имеет дюнное происхождение и является естественным барьером между Северным морем и заливом Ваддензе.
Природные ресурсы: Треть острова отдана под орнитологический заповедник, остров является важным звеном при сезонной миграции птиц (гуси, хищные птицы).

## История
События, связанные с островом Тексел:
- 1653 Сражение при Схевенингене — Во время Первой англо-голландской войны.
- 1673 Сражение при Текселе — Во время Третьей англо-голландской войны.
- 1945 Грузинское восстание на острове Тексел — Во время Второй мировой войны.

## Экономика
Промышленность: На острове не развита.
Сельское хозяйство: В небольших масштабах развито животноводство (овцы, крупный рогатый скот).
Туризм: Более 70 % экономики острова связано с туризмом. Наиболее развит активный туризм, связанный с пешими прогулками, плаванием, прогулками на велосипедах или лошадях.
Рыболовство: На острове существует рыбный порт.

## Транспорт

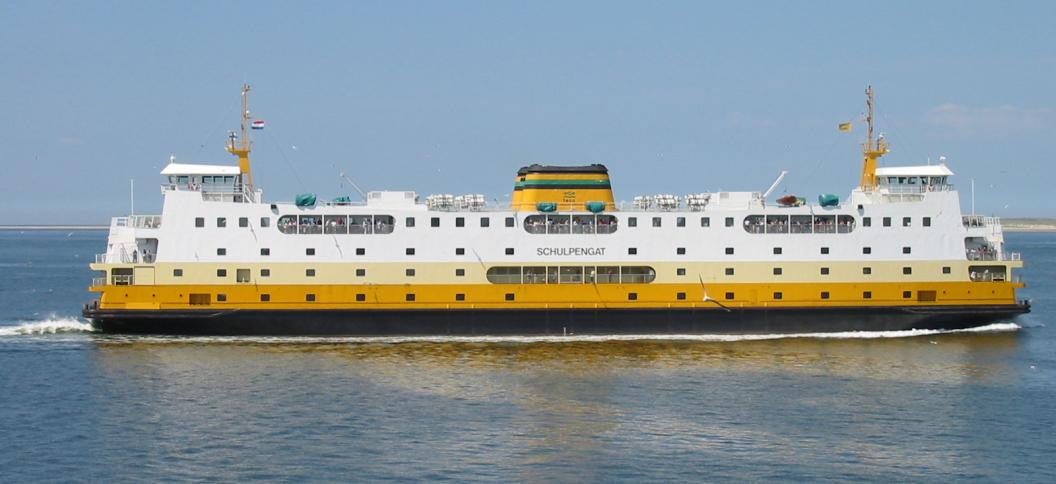
Паром между Текселом и Ден-Хелдером

Связь с внешним миром осуществляется либо воздушным путём через аэропорт острова, либо с помощью парома, который несколько раз в день курсирует между островом и портом Ден Хелдер. Порт для парома располагается на южном берегу острова со стороны Ваддензе. На восточном берегу располагается яхт-клуб и рыбный порт. Судоходным является пролив только между островом и материком, пролив характеризуется высокой скоростью течения, связанного с приливно-отливными циклами. Пролив между островами Тексел и Влиланд мелководен и доступен только для судов с малой осадкой.
На острове функционирует развитая сеть автобусных маршрутов, соединяющих порт прибытия парома с материка Ваддензе со всеми населёнными пунктами. Расписание автобусов адаптировано под расписание парома, который ходит один раз в час. В вечерние часы, когда автобусы уже не ходят, от парома до любой точки острова можно добраться маршрутным такси, стоимость проезда которого фиксирована и не зависит от расстояния. 
Перемещаться по острову также можно на велосипеде или автомобиле. Пункт проката велосипедов находится в непосредственной близости от порта прибытия парома.

## Достопримечательности
- Регата RoundTexelRace. На Текселе ежегодно проходит крупнейшая в мире регата катамаранов. На регату собираются яхтсмены со всей Европы. Регата обычно проходит в середине июня. Дистанция гонки составляет около 60 морских миль и проходит вокруг острова.
- Монумент в Ходеберге. Воздвигнут в 1953 году в память о восстании советских (грузин по национальности) военнопленных в 1945 году.
- Остров птиц. Центр ЭкоМар — музей флоры и фауны.
- Де-Ког. Деревня-курорт.
- Аудесхилд (Оудешильд). Деревушка, в которой располагается Морской музей. Экспонатами музея являются вещи, поднятые с кораблей, затонувших или потопленных около острова.
- Фестиваль блюза в Ден-Бурге. Проходит ежегодно в середине октября. Продолжительность 10 дней. Концерты устраиваются как в закрытых помещениях, так и под открытым небом.
- Пляжи. Протяжённость пляжей острова составляет более 25 километров. На южной и северной оконечностях острова ширина песчаных пляжей составляет более километра.
- Маяк. На северной оконечности острова расположен старый маяк. В настоящее время он не функционирует и его балкон и помещения открыты для туристов. С маяка открывается потрясающий вид на широкий пляж и панораму острова.
- «Достучаться до небес» (англ. Knockin’ On Heaven’s Door) кинофильм 1997 года сценариста и режиссёра Томаса Яна. Сцена у моря была снята в северной части острова, недалеко от маяка Eierland Lighthous

## Фотогалерея

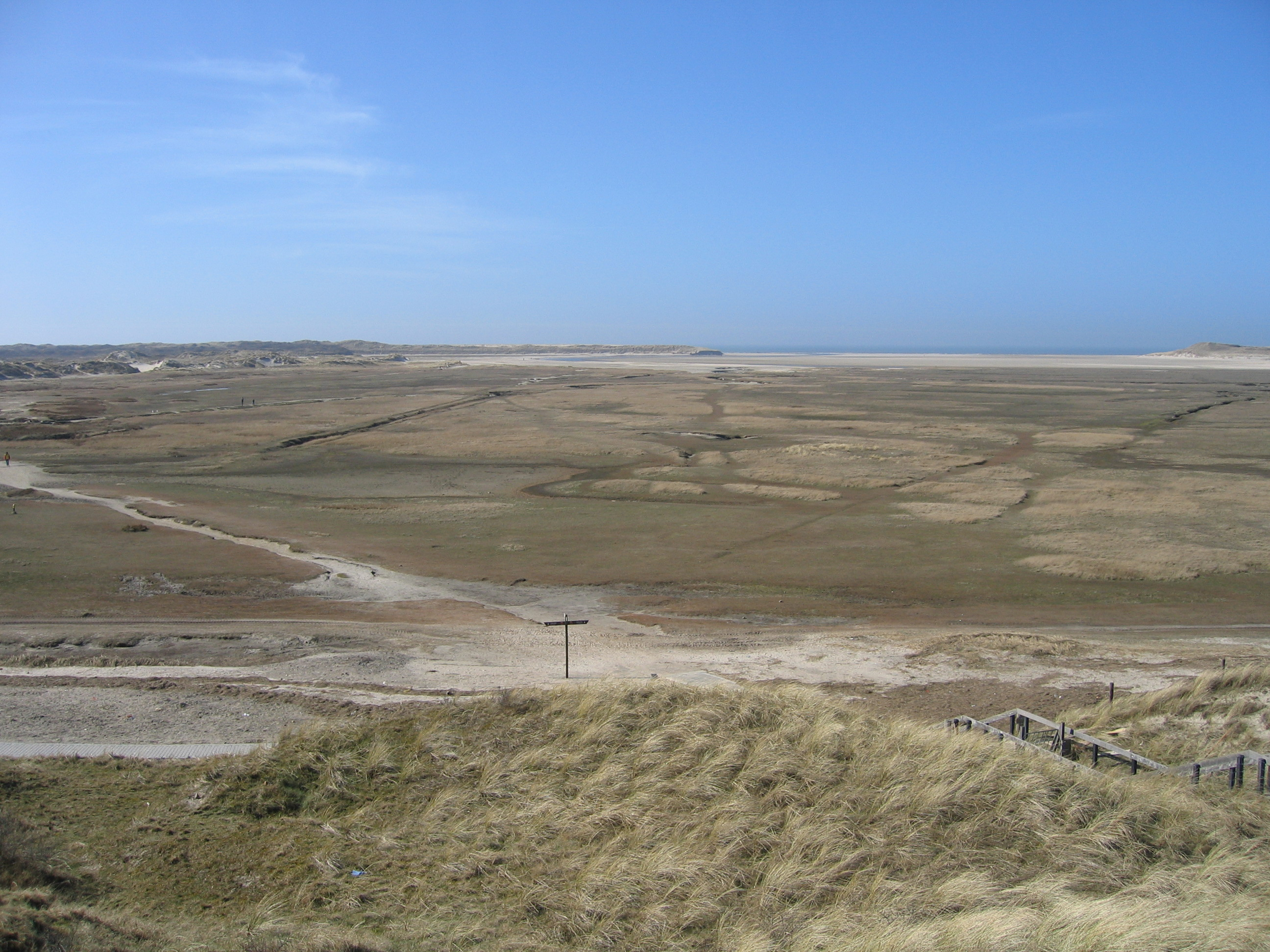
Дюны
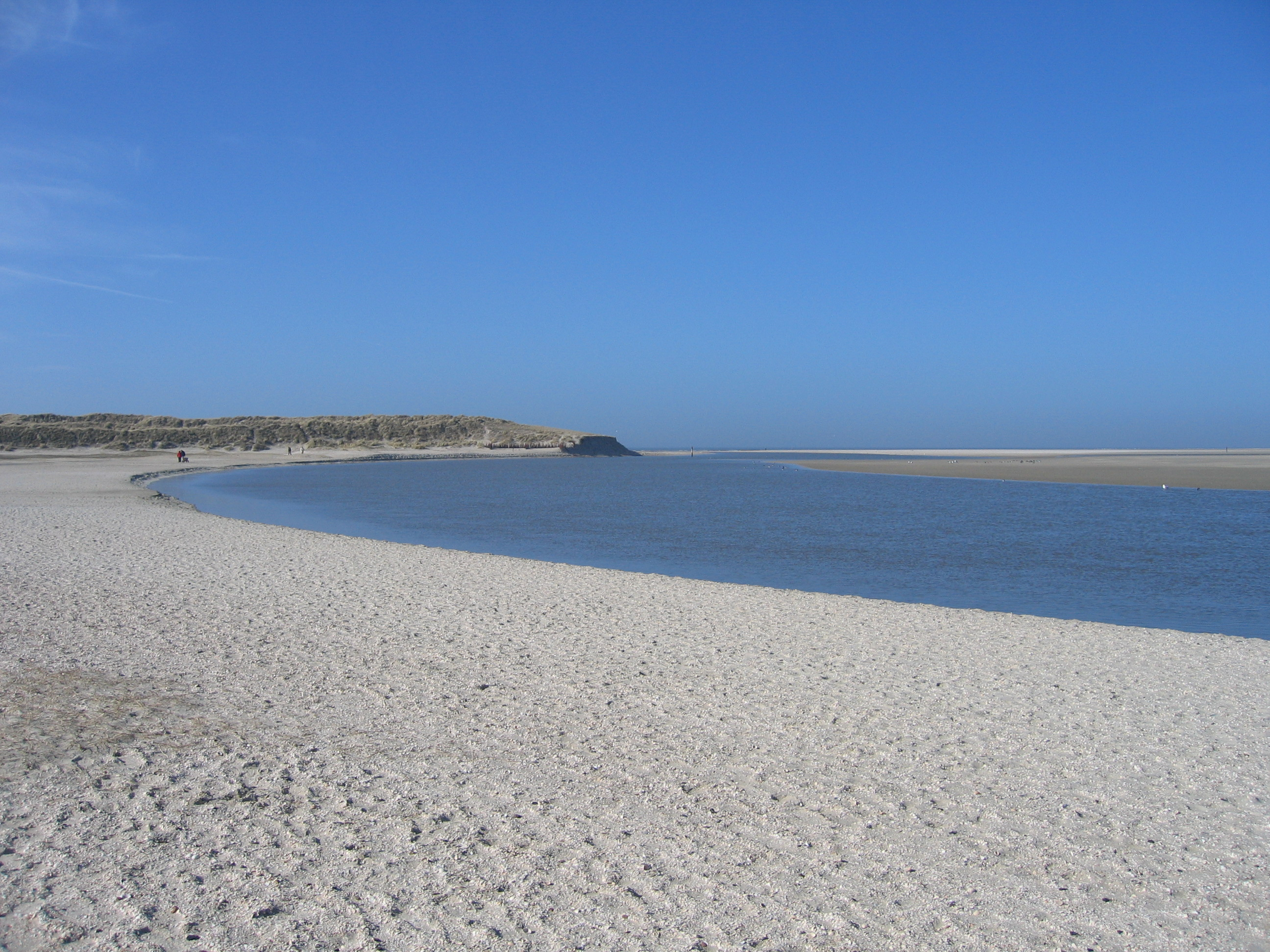
Пляжи острова
Маяк
Панорама острова